# Dobeneck (Rehau)
Dobeneck ist ein Gemeindeteil der Stadt Rehau im Landkreis Hof (Oberfranken, Bayern).

## Geografie
Das Dorf liegt nahe der Kreisstraße HO 4, etwa 7 km nordöstlich des Hauptortes zwischen Oberprex und Ludwigsbunn im Nordosten des Rehauer Waldes unmittelbar an der tschechischen Grenze. Die Streusiedlung besteht aus mehreren Gruppen von Ansiedlungen. Das Furthbächlein fließt durch den Ort.

## Geschichte
Der Name Dobeneck soll wendisch eine Siedlung im oder am Eichenwäldchen bezeichnen. Er war namensgebend für die Familie von Dobeneck, die dort vermutlich mit der Burg Dobeneck ihren Stammsitz hatte. Auch der Ort Dobeneck bei Taltitz im sächsischen Vogtland, der zum Teil beim Bau der Talsperre Pirk verschwand, hing siedlungsgeschichtlich mit dieser Familie zusammen.
Das heutige Dorf Dobeneck stammt in seinen Anfängen vom Anfang des 17. Jahrhunderts. Grenzsteine aus dem ausgehenden 18. Jahrhundert weisen auf Besitz der Familie von Feilitzsch hin und sind Baudenkmäler. Bis 1978 war Dobeneck zusammen mit den Nachbardörfern ein Teil der Gemeinde Faßmannsreuth.